# Gazeta de Colombia
La Gazeta de Colombia fue una de las primeras publicaciones periódicas colombianas que surgió después de la independencia de 1810, esta tuvo su inicio en Villa del Rosario de Cúcuta, sin embargo, circuló también en Medellín y Santafé de Bogotá durante el siglo XIX. Fue fundada el 6 de septiembre de 1821 teniendo como directores a Miguel Santa María y Casimiro Calvo, además tuvo colaboradores como Francisco de Paula Santander, Antonio Mora, Pedro Cubides y Jerónimo Torres. 

La Gazeta de Colombia nace con el fin de difundir las bases de opinión pública de la nueva República y tratar temas de estructuración económica, reformas educativas,leyes, relaciones exteriores y justicia, por eso es considerada una publicación de carácter político que buscaba la unificación del territorio granadino y permitiera la publicación de un órgano de difusión oficial de la nueva República y centrarse en la promulgación de un estado liberal bajo los parámetros del Vicepresidente Santander. 
Después de publicar la edición 173 del 23 de enero de 1825 la publicación se divide en dos secciones: las noticias “Oficiales” donde se publicó todo lo relacionado con las disposiciones del gobierno y la segunda parte “No oficial” pretendía agrupar opiniones diversas no gubernamentales, como informes de enseñanza pública y contenido pedagógico. Su publicación finalizó en 1831.